# HMTV Uno
HMTV Uno (o HMTV1) es una empresa colombiana de medios de comunicación, filial de Hemisphere Media Group. Es el único socio-inversionista de Plural Comunicaciones, actual concesionario de Canal 1. Es propiedad de Phoenix Media.

## Historia
HTMV Uno fue fundada el 20 de septiembre de 2016 por el conglomerado mediático estadounidense Hemisphere Media Group para conformar el 40 % de participación en Plural Comunicaciones. El 60 % restante se repartió entre los socios NTC Televisión, CM& Televisión y RTI Televisión.
En noviembre de 2022, por un cambio de estrategia de Hemisphere Media Group, HMTV Uno es vendida a la firma colombiana Phoenix Media quien se vuelve dueña del 40 % de las acciones de Hemisphere en Plural Comunicaciones. Un mes después, en diciembre de ese mismo año, Phoenix Media adquiere el resto de las acciones de Plural y obtiene control del 100 % de participación en esta última.

## Proveedores de Contenido

### 2022-2024
Entre diciembre de 2022 y el 30 de septiembre de 2024, las principales empresas que produjeron programación para Canal 1 fueron:
| Productoras    | Información |
| -------------- | --- |
| RTI Televisión | Productora de televisión. Fue fundada en 1963 por Fernando Gómez Agudelo y Fernando Restrepo Suarez. Contaba con 61 años de trayectoria en la industria de la televisión en Colombia y América Latina. |

El 14 de noviembre de 2024, se emitió por última vez el Noticiero CM& debido a la decisión de Canal 1 de finalizar su contrato con CM& por la llegada de Prisa Media como proveedor de programación para HMTV1.
| Productoras    | Información |
| -------------- | --- |
| CM& Televisión | Empresa de televisión fue fundada en 1992 por Yamid Amat y Juan Gossaín. Es conocida por producir el noticiero del mismo nombre, el cual llevaba 33 años en emisiones. |

### 2024-actualidad
El 1 de octubre de 2024, Prisa Media fue anunciado como principal proveedor programación para Canal 1. Esta empresa ya producía la mayor parte de la programación de las emisoras de Prisa Radio en Colombia como Caracol Radio, W Radio y Tropicana.
| Productoras    | Información |
| -------------- | --- |
| NTC Televisión | Productora de televisión, fue fundada en 1977 por el periodista Guillermo Cortés. Ha sido reconocida por producir noticieros, entre los cuales destaca Noticias Uno. |
| Prisa Media    | Prisa (acrónimo de Promotora de Informaciones S.A.), conglomerado mediático español, con presencia en España, Latinoamérica y Estados Unidos. Es dueña del Grupo Santillana y de Prisa Media. Entre sus productos más reconocidos se encuentra el diario El País, Cadena SER, la cadena radiofónica Los 40, W Radio, Caracol Radio o el diario As. Fue fundada en 1972 por Jesús de Polanco y José Ortega Spottorno y pertenece a Amber Capital, cuyo presidente es Joseph Oughourlian. |